# ممجان (شهرستان قره‌سو)
ممجان (به لاتین: Mamajan) یک منطقهٔ مسکونی در قرقیزستان است که در شهرستان قره‌سو (قرقیزستان) واقع شده‌است. ممجان ۲٬۶۰۸ نفر جمعیت دارد و ۹۵۰ متر بالاتر از سطح دریا واقع شده‌است.